# Boëssé-le-Sec
Boëssé-le-Sec is een gemeente in het Franse departement Sarthe (regio Pays de la Loire) en telt 636 inwoners (2005). De plaats maakt deel uit van het arrondissement Mamers.

## Geografie
De oppervlakte van Boëssé-le-Sec bedraagt 11,8 km², de bevolkingsdichtheid is 53,9 inwoners per km².
De onderstaande kaart toont de ligging van Boëssé-le-Sec met de belangrijkste infrastructuur en aangrenzende gemeenten.

## Demografie
Onderstaande figuur toont het verloop van het inwonertal (bron: INSEE-tellingen).